# Rapporto La Guardia

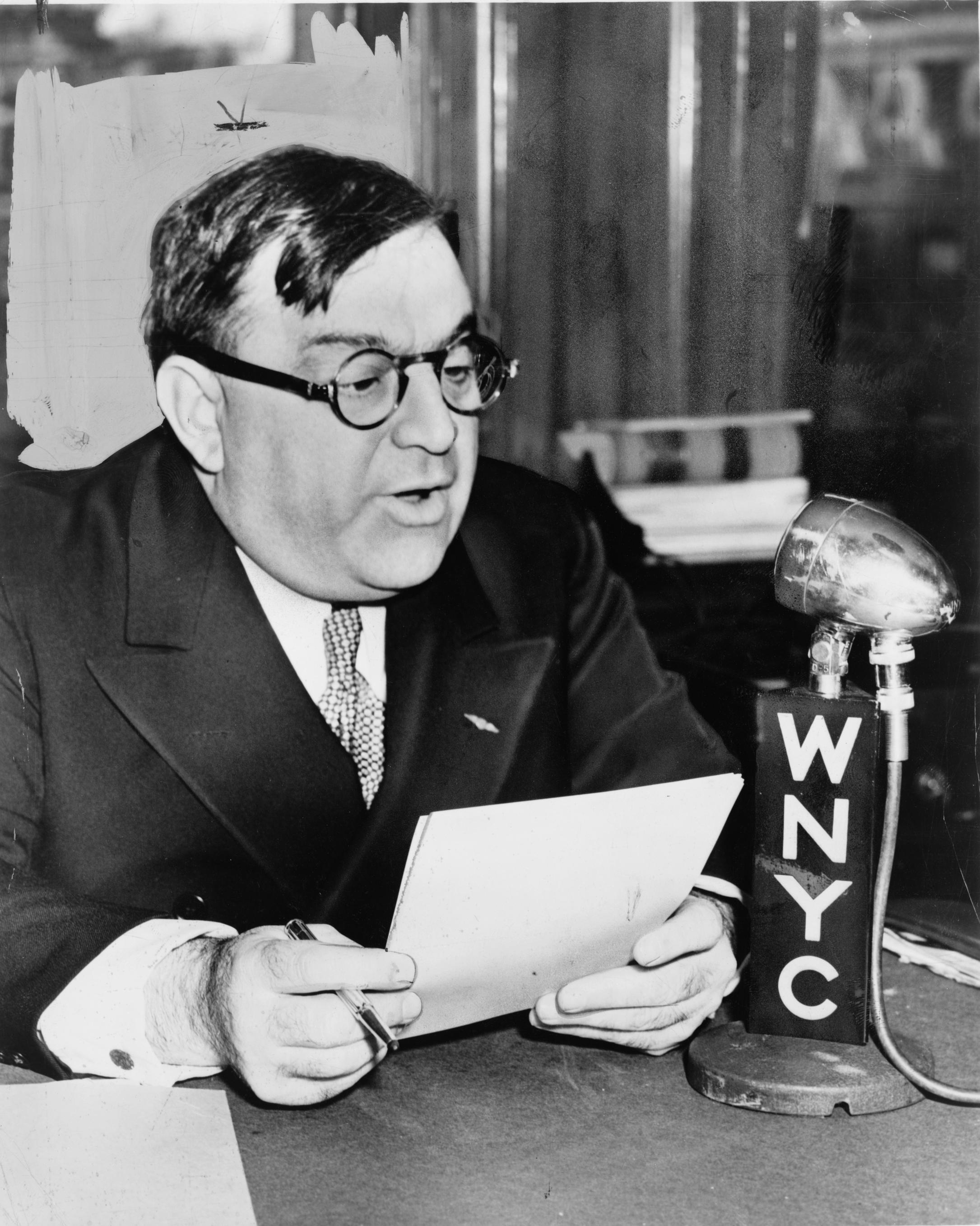
Fiorello La Guardia

Il rapporto La Guardia (La Guardia Committee Report) fu il primo studio approfondito sugli effetti del fumo di marijuana.
Fu promosso nel 1938 dal sindaco di New York Fiorello La Guardia, che nominò una commissione d'inchiesta formata da medici, professori e ricercatori e dopo più di cinque anni, nel 1944, contestò duramente la campagna di repressione che Harry Anslinger, ispettore del Bureau of Prohibition, stava conducendo contro le piante di canapa.
Il risultato più clamoroso di questo studio fu che il fumo di cannabis «non conduce alla dipendenza, nel senso medico del termine», quindi che la marijuana non è una droga pesante, opponendosi all'aspra campagna di diffamazione della pianta della canapa condotta da Anslinger.

## Contesto

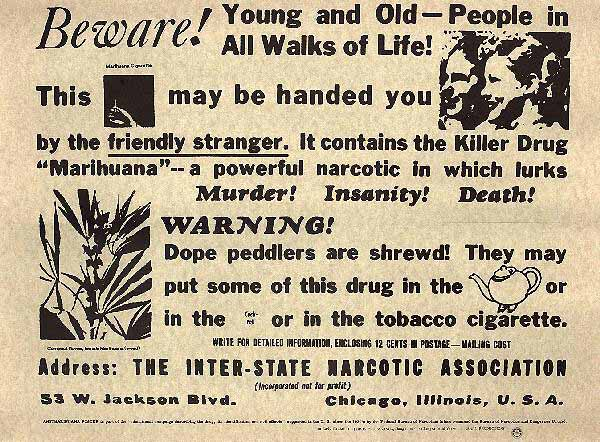
Manifesto di propaganda circolante negli anni trenta negli Stati Uniti

Harry Anslinger era un funzionario governativo, vicino al Partito Democratico, che stava premendo sul governo degli Stati Uniti per ottenere una proibizione ufficiale sulla cannabis o quantomeno una forte tassazione per scoraggiarne il commercio, utilizzando vaste operazioni di propaganda.
Aslinger teneva particolarmente agli effetti negativi che la cannabis ha sulla salute, ignorando il lato farmaceutico della cannabis, oggi rivalutato.

## Conclusioni
Dopo più di cinque anni di ricerche i membri del comitato di studio redassero un catalogo di 13 punti salienti con le conclusioni alle quali erano giunti. Tralasciando quelle a carattere sociologico e inerenti alle statistiche del consumo in zone particolari di New York, si stabilì che (punti 7-8-9 e 12):
- La pratica di fumare la marijuana non conduce alla dipendenza, nel senso medico del termine.
- La vendita e la distribuzione di marijuana non era sotto il controllo di nessun singolo gruppo organizzato.
- L'uso di marijuana non conduce alla dipendenza da morfina o eroina o cocaina e nessuno sforzo era fatto per creare un mercato per questi narcotici, stimolando la pratica di fumare marijuana.
- L'uso di marijuana non può essere determinante per il compimento di crimini gravi, e non era legata alla delinquenza minorile

Il Rapporto La Guardia smentiva dunque la cosiddetta teoria del passaggio, secondo la quale l'uso di droghe leggere come quelle derivate dalla Cannabis porterebbe in futuro all'uso di droghe pesanti.

## Conseguenze
Pubblicato nel 1944, certamente il rapporto trovò la netta opposizione di Harry Anslinger che lo bollò come "non scientifico". Il rapporto evidenziò persino come il fumo di marijuana non solo non fosse causa di alcuna dipendenza o violenza ma potesse essere addirittura usato come farmaco efficace per combattere la dipendenza da alcool o eroina. Harry Anslinger denunciò il sindaco Fiorello La Guardia, la New York Academy of Medicine e i medici che per anni avevano lavorato alle ricerche, dichiarando che non si sarebbero dovuti più condurre esperimenti o studi sulla marijuana senza un suo personale permesso. Egli fece così interrompere, fra il 1944 e il 1945, ogni ricerca in corso sui derivati della Cannabis, e secondo alcuni incaricò personalmente l'American Medical Association di prepararne una che rispecchiasse le posizioni governative.
Lo studio condotto dalla AMA tra il 1944 e il 1945 su richiesta personale di Anslinger, avendo come obiettivo quello di smentire quanto dichiarato nel Rapporto La Guardia, fece nuovamente leva su commenti di tipo razzista, con asserzioni quali: "del gruppo sperimentale, trentaquattro uomini erano negri, e uno solo era bianco" o ancora: "quelli che fumavano marijuana divenivano irrispettosi dei soldati bianchi e degli ufficiali durante la segregazione militare".
Soltanto nel 1972 la stessa fonte istituzionale che aveva diffuso la serie di voci scientificamente infondate riguardo ai pericoli della Cannabis ammise in uno studio che "quei racconti erano ampiamente falsi" e che "esaminando accuratamente la documentazione, non si trova conferma dell'esistenza di una relazione causale tra l'uso di marijuana e l'eventuale uso di eroina". Si dichiarò dunque che il bando sulla cannabis era stato attuato e tuttora sussisteva "senza che nessuna ricerca seria e completa fosse stata condotta sugli effetti della marijuana".